# Echis jogeri
Espèce
Statut de conservation UICN

 DD  : Données insuffisantes
Echis jogeri est une espèce de serpents de la famille des Viperidae. 

## Répartition
Cette espèce se rencontre dans le centre et l'Ouest du Mali et dans l'est du Sénégal.

## Description
C'est un serpent venimeux ovipare.

## Taxinomie
Selon Göran Nilson cette espèce pourrait être synonyme de Echis leucogaster.

## Étymologie
Cette espèce est nommée en l'honneur de l'herpétologiste allemand Ulrich Joger.

## Publication originale
- Cherlin, 1990 : Taxonomic revision of the snake genus Echis (Viperidae). II. An analysis of taxonomy and description of new forms [in Russian]. Proceedings of the Zoological Institute of Leningrad, vol. 207, p. 193-223.